# Xian de Longshan
Pour les articles homonymes, voir Longshan (homonymie).
Le xian de Longshan (龙山县 ; pinyin : Lóngshān Xiàn) est un district administratif de la province du Hunan en Chine. Il est placé sous la juridiction de la préfecture autonome tujia et miao de Xiangxi.

## Démographie
La population du district était de 519 872 habitants en 1999.